# Walter Kröter
Walter Kröter (* 22. Juni 1917 in Halle; † 21. Juni 1992 in Berlin) war ein deutscher Schauspieler.

## Leben
Walter Kröter absolvierte eine Lehre als Maler und nahm erst von 1948 bis 1950 Schauspielunterricht. In dieser Zeit wirkte er bereits in Aufführungen des Landestheaters Halle mit, dem er bis 1961 angehörte. Nun ging er nach Berlin an das Maxim-Gorki-Theater, von dem er 1966 an das Theater der Freundschaft wechselte. Aus gesundheitlichen Gründen musste er dann seinen Beruf ab 1977 weitestgehend aufgeben. Neben den über einhundert Hörspielen wirkte er auch vor den Kameras bei der DEFA und dem Fernsehen mit.
Verheiratet war Walter Kröter mit der Dramaturgin Dolores Kröter (1930–2006).

## Filmografie
- 1950: Der Rat der Götter
- 1955: Ernst Thälmann – Führer seiner Klasse
- 1958: Ich – Axel Cäsar Springer (Fernsehfilm, Teil 1)
- 1962: Wohl dem, der lügt (Fernsehfilm)
- 1969: Zeit zu leben
- 1972: Der Staatsanwalt hat das Wort: Vaterschaft anerkannt (Fernsehreihe)
- 1974: Polizeiruf 110: Die verschwundenen Lords (Fernsehreihe)
- 1977: Zweite Liebe – ehrenamtlich (Fernsehfilm)

## Theater
- 1957: Wolfgang Altendorf: Thomas Adamsohn – Regie: ? (Theater der Jungen Welt Leipzig)
- 1959: Bertolt Brecht: Leben des Galilei – Regie: Gotthard Müller (Landestheater Halle/Saale)
- 1961: Ferdinand Bruckner: Elisabeth von England – (Philipp von Spanien) – Regie: ? (Landestheater Halle/Saale)
- 1961: Ewan MacColl: Rummelplatz (Turks Vater) – Regie: Hans Dieter Mäde (Maxim-Gorki-Theater Berlin)
- 1962: Maxim Gorki: Jegor Bulytschow (Baschkin) – Regie: Maxim Vallentin (Maxim-Gorki-Theater Berlin)
- 1965: Slatan Dudow: Der Feigling (Landrat) – Regie: Gottfried Kolditz (Maxim-Gorki-Theater Berlin)
- 1966: Heinz Kahlau: Das Märchen von der Straßenbahn Therese (Mann mit Zeitung) – Regie: Hanuš Burger (Theater der Freundschaft Berlin)
- 1967: Heinz Kahlau: Der gestiefelte Kater – Regie: Heiner Möbius (Theater der Freundschaft Berlin)
- 1967: Michail Swetlow: Spiel vor dem Feind – Regie: Horst Hawemann (Theater der Freundschaft Berlin)
- 1968: Günther Deicke/ Ruth Zechlin: Reinecke Fuchs – Regie: Heiner Möbius (Theater der Freundschaft Berlin)
- 1968: Claus Hammel: Morgen kommt der Schornsteinfeger – Regie: Horst Hawemann (Theater der Freundschaft Berlin)
- 1970: Heinz Hall/Manfred Nitschke: Ein Strom, der Liebe heißt – Regie: Heiner Möbius (Theater der Freundschaft Berlin)
- 1971: Bernd Wagner (Nach Anatole France) Das Hemd eines Glücklichen – Regie: Heiner Möbius/Peter Ensikat (Theater der Freundschaft Berlin)
- 1971: William Shakespeare: Die Komödie der Irrungen – Regie: Heiner Möbius (Theater der Freundschaft Berlin)
- 1973: Otto Bonhoff: Besuch aus dem Nebel – Regie: Heiner Möbius (Theater der Freundschaft Berlin)
- 1974: Alfonso Sastre: Die Geschichte von der verlassenen Puppe (Briefträger) – Regie: Wolfgang Engel (Theater der Freundschaft Berlin)
- 1974: Michail Bulgakow: Don Quijote – Regie: Mirjana Erceg (Theater der Freundschaft Berlin)
- 1974: Eugen Escher: König Jörg – Regie: Konrad Tschiedrich (Theater der Freundschaft Berlin)
- 1977: Rita Holmberg/Kalle Holmberg nach Aleksis Kivi: Die sieben Brüder – Regie: Berndt Renne (Theater der Freundschaft Berlin)

## Hörspiele
- 1962: Manfred Bieler: Karriere eines Klaviers (Auktionator) – Regie: Werner Grunow (Hörspiel – Rundfunk der DDR)
- 1962: Nikolai Pogodin: Das Glockenspiel des Kreml (Sabelin) – Regie : Hans Knötzsch (Hörspiel – Rundfunk der DDR)
- 1962: Horst W. Lukas: Aufenthalt (von Stetten) – Regie: Harry Studt (Hörspiel – Rundfunk der DDR)
- 1962: Klaus Beuchler: Der Fall Stetson (Dr. Frank Roberts) – Regie: Werner Grunow (Hörspiel – Rundfunk der DDR)
- 1963: Walter Erich Schäfer: Malmgreen (Professor) – Regie: Renate Thormelen (Hörspiel – Rundfunk der DDR)
- 1963: John Lyly: Alexander und Campaspe (Hephätion) – Wolfgang Brunecker (Hörspiel – Rundfunk der DDR)
- 1963: Rolf Schneider: Die Unbewältigten (Rechtsanwalt Siebert) – Regie: Edgar Kaufmann (Hörspiel – Rundfunk der DDR)
- 1963: Rolf Schneider: Der Ankläger (Pater) – Regie: Fritz Göhler  (Hörspiel – Rundfunk der DDR)
- 1963: Manfred Magnus: Die Burnburys und der Zufall (Beck) – Regie: Werner Grunow (Hörspiel – Rundfunk der DDR)
- 1964: Iván Sándor: Die Trennung (Präsident) – Regie: Werner Grunow (Hörspiel – Rundfunk der DDR)
- 1964: Marie Pujmanová: Vorahnung (Vater) – Regie: Uwe Haacke (Kinderhörspiel – Rundfunk der DDR)
- 1964: Rose Nyland: Die Lügenspiegel (Markus) – Regie: Maritta Hübner (Kinderhörspiel – Rundfunk der DDR)
- 1964: Rolf Schneider: Ankunft in Weilstedt (Ludwig) – Regie: Uwe Haacke (Hörspiel – Rundfunk der DDR)
- 1964: Günter de Bruyn: Aussage unter Eid (Vorsitzender) – Regie: Helmut Hellstorff (Hörspiel – Rundfunk der DDR)
- 1964: Johannes R. Becher: Abschied (Untersuchungsrichter) – Regie: Uwe Haacke (Kinderhörspiel, 2 Teile – Rundfunk der DDR)
- 1965: Sigmar Schollak: Untersuchung einer Katastrophe (de Tullio) – Wolfgang Brunecker (Hörspiel – Rundfunk der DDR)
- 1965: Padraic Fallon: Mr. Janus (Arzt) – Regie : Hans Knötzsch (Hörspiel – Rundfunk der DDR)
- 1965: Wilfried Schilling: Laudatio (Prof. Quist) – Regie: Theodor Popp (Hörspiel – Rundfunk der DDR)
- 1965: Peter Weiss: Die Ermittlung (Zeuge 1) – Regie: Wolfgang Schonendorf (Hörspiel – Rundfunk der DDR)
- 1966: Hans-Jörg Dost: Sieben Gespräche und Trinkgeld (Pfarrer) – Regie: Fritz Göhler (Kurzhörspiel – Rundfunk der DDR)
- 1966: Friedrich Schiller: Don Carlos (Domingo) – Regie: Martin Flörchinger (Hörspiel – Rundfunk der DDR)
- 1966: Robert Louis Stevenson: Die Schatzinsel (Dr. Livesay) – Regie: Theodor Popp (Kinderhörspiel – Litera)
- 1967: Walter Püschel: Robin und die Häuptlingstochter (Jeffers) – Regie: Lutz Erdmann (Kinderhörspiel, 2 Teile – Rundfunk der DDR)
- 1967:  Michel Cournot: Die Kinder des Gerichts (Aubry) – Regie: Fritz Göhler (Hörspiel – Rundfunk der DDR)
- 1967: Leonid Leonow: Professor Skutarewski (Arzt) – Regie: Helmut Hellstorff (Hörspiel – Rundfunk der DDR)
- 1967: Wiktor Rosow: Klassentreffen (Tarakanow) Uwe Haacke (Hörspiel – Rundfunk der DDR)
- 1967: Lew Tolstoi: Krieg und Frieden (Balaschow) – Regie: Werner Grunow (Hörspiel, 2 von 8 Teilen – Rundfunk der DDR)
- 1968: Rolf Gumlich: Verliebt über anderthalb Ohren (Dr. Brunholt) – Regie: Horst Gosse (Kinderhörspiel – Rundfunk der DDR)
- 1968: Michail Schatrow: Bolschewiki (Arzt) – Regie: Wolf-Dieter Panse (Hörspiel – Rundfunk der DDR)
- 1969: Max Stoll/ Dieter Langhut: Robert Schell – Porträt eines Arbeiters (Major von Benkwitz) – Regie: Maritta Hübner (Kinderhörspiel, 5 Teile – Rundfunk der DDR)
- 1970: Georgij Mdiwani: Dein Onkel Mischa (Barabanow) – Regie: Maritta Hübner (Kinderhörspiel, 2 Teile – Rundfunk der DDR)
- 1970: Rolf Schneider: Platanenstraße 10 (Hotelangestellter) – Regie: Werner Grunow (Hörspiel – Rundfunk der DDR)
- 1970: Günter Schiller: Der ehrliche Finder (Schuldirektor) – Regie: Christa Kowalski (Kinderhörspiel, 2 Teile – Rundfunk der DDR)
- 1970: Helmut Bez:  Das zweite Feuer (Professor) – Regie: Detlef Kurzweg (Hörspiel – Rundfunk der DDR)
- 1970: Wolfgang Kießling: Es gibt nur einen Weg (Ischerski) – Regie: Maritta Hübner (Kinderhörspiel – Rundfunk der DDR)
- 1970: Klaus G. Zabel: Napoleon und die Zöllner (Cadot, Zöllner) – Regie: Peter Groeger (Hörspiel – Rundfunk der DDR)
- 1970: Hans Christian Andersen: Die Nachtigall (Uhrmacher) – Regie: Dieter Scharfenberg (Kinderhörspiel – Litera)
- 1971: Sembène Ousmane: Die Vollmacht (Mbarka) – Regie: Peter Groeger (Hörspiel – Rundfunk der DDR)
- 1971: Wolfgang Kießling: Allüberall, wo Menschen sind (de Ploeuc) – Regie: Maritta Hübner (Kinderhörspiel – Rundfunk der DDR)
- 1971: Gerhard Jäckel: Ein verkanntes Genie  (Willi Mehring) – Regie: Joachim Gürtner (Hörspielreihe: Neumann, zweimal klingeln – Rundfunk der DDR)
- 1971: Kazimierz Radowicz: Aufsatzthema (Professor) – Regie: Helmut Hellstorff (Hörspiel – Rundfunk der DDR)
- 1971: Jozef Repko: Raub auf Burg Biberstein (Voticky) – Regie: Imrich Jenča (Kinderhörspiel – Rundfunk der DDR)
- 1971: Brigitte Tenzler: Das Urlaubstelegramm (Herr Templin) – Regie: Joachim Gürtner (Hörspielreihe: Neumann, zweimal klingeln – Rundfunk der DDR)
- 1971: Leonidas Jacinevičius: Die Ampferwiese (Lehrer) – Regie: Werner Grunow (Hörspiel – Rundfunk der DDR)
- 1971: Hans-Jörg Dost: Passio Camilo (Rektor) – Regie: Barbara Plensat/Detlef Kurzweg (Hörspiel – Rundfunk der DDR)
- 1971: Wolfgang Kießling: Nicht Wolken – noch Wind (Dr. Hühnchen) – Regie: Maritta Hübner (Kinderhörspiel – Rundfunk der DDR)
- 1972: Ben Jonson: Volpone oder der Fuchs (Richter) – Regie: Werner Grunow (Hörspiel – Rundfunk der DDR)
- 1972: Joachim Witte: Der Kaiser von Bunselau  (Fahrer) – Regie: Joachim Gürtner (Hörspielreihe: Neumann, zweimal klingeln – Rundfunk der DDR)
- 1972: Gunnar Ohrlander: Streik im Walde (Vormann) – Regie: Peter Groeger (Hörspiel – Rundfunk der DDR)
- 1973: Friedhold Bauer: Die verzauberte Lu (Hofmeister) – Regie: Maritta Hübner (Kinderhörspiel – Rundfunk der DDR)
- 1973: Ulrich Waldner: Frau Lämmlein  (Direktor) – Regie: Joachim Gürtner (Hörspielreihe: Neumann, zweimal klingeln – Rundfunk der DDR)
- 1973: Gilles Perrault: Ein Schluchzen ohne Ende (Chef der Autowerkstatt) – Regie: Wolfgang Schonendorf (Hörspiel – Rundfunk der DDR)
- 1973: Hans-Ulrich Lüdemann: Überlebe das Grab (Doc) – Regie: Werner Grunow (Hörspiel – Rundfunk der DDR)
- 1973: Miklós Gyárfás: Die kleinste Liebe der Welt (Präsident) – Regie: Albrecht Surkau (Hörspiel – Rundfunk der DDR)
- 1973: Brüder Grimm: Der Hase und der Igel (Maulwurf) – Regie: Dieter Scharfenberg (Kinderhörspiel – Litera)
- 1974: Monika Beck: Frühlingsstürme über Glodaja (Semjon) – Regie: Maritta Hübner (Kinderhörspiel – Rundfunk der DDR)
- 1974: Ivan Izakovic: Alter schützt vor Torheit nicht (Pfarrer) – Regie: Albrecht Surkau (Hörspiel – Rundfunk der DDR)
- 1974: Gunter Preuß: Ein Tag aus dem Leben des Ulli Ferch (Dr. Hansen) – Regie: Christa Kowalski (Kinderhörspiel – Rundfunk der DDR)
- 1975: Ludvig Holberg: Hexerei oder Blinder Alarm (Gerichtsdiener) – Regie: Helmut Hellstorff (Hörspiel – Rundfunk der DDR)
- 1976: Rudolf Bartsch: Lampenfieber  (Großkopf) – Regie: Joachim Gürtner (Hörspielreihe: Neumann, zweimal klingeln – Rundfunk der DDR)